# 尼廉·李察臣
尼廉·彌敦·李察臣（英語：Leam Nathan Richardson，1979年11月19日—），出生在西約克郡城市利兹，是一名前英格蘭足球員，場上司職右閘，他曾經先後效力布力般流浪、保頓、諾士郡和黑池。與此同時，他也是列斯聯學院的教練，亦曾兩次擔任阿克寧頓的看守領隊，於2012年11月1日獲任命為正式領隊。

## 球會
1999年10月31日，李察臣在聯賽盃以0-1的比分不敵列斯聯的賽事中首次代表布力般流浪上陣。2000年7月13日，他以5萬英鎊轉會費加盟保頓，並在8月12日以1-1逼和般尼的英冠賽事中首次上陣。
2001年，李察臣在千禧球場舉行的升班附加賽決賽協助球隊擊敗普雷斯頓。2001/02球季，他被外借至諾士郡效力，並在11月17日以1-1逼和牛津聯的足總盃賽事中處子上陣。
2002/03球季，他被外借至黑池，並在2002年12月21日以3-0的比分擊敗彼德堡的英甲賽事中處子上陣，他在2003年1月1日對哈特斯菲爾德被逐。
6月23日，李察臣正式轉投黑池，並在8月9日以0-5的比分不敵昆士柏流浪的賽事中處子上陣。12月6日，他在足總盃對奧咸的賽事中取得處子入球。
2005年5月10月，他被球會放棄。8月13日，他轉投阿克寧頓，並在同日對根衞島的英格蘭足球議會聯賽賽事中處子上陣，其後在2008年2月26日對賓福特的英乙賽事中取得處子入球。

## 榮譽
阿克寧頓
- 全國聯冠軍：2006

## 外部連結
- （英文）足球数据库：Leam Richardson的球员统计数据